# Kostel svatého Petra a Pavla (Görlitz)
Kostel svatého Petra a Pavla (německy Pfarrkirche St. Peter und Paul, zkráceně Peterskirche) je farním kostelem Evangelické městské obce ve Zhořelci (Görlitz), který se svou měděnou střechou a párem věží tvoří dominantu města. Tento pětilodní halový kostel je největším a nejstarším kostelem tohoto typu v Sasku a sloužil jako předloha pro některé pozdější stavby. Kostel, který se nachází nad Niským údolím, bývá označován jako „nejkrásnější Boží dům na Nise“.

## Stavební historie
Podle tradice, která se opírá především o svědectví Kosmovy kroniky, se na místě dnešního farního kostela sv. Petra a Pavla nacházelo spáleniště, na němž Soběslav I. nechal v letech 1126–1131 spolu s jinými hrady na tehdejší česko-polské hranici vystavět hrad Yzcorelik, to jest hrad na vyhořelém místě.
Ve starší literatuře se objevuje údaj, že pozdější románskou baziliku na tomto místě vysvětil 19. května 1225 míšeňský biskup Bruno III., což však bylo např. Richardem Jechtem zpochybněno. Jisté ale je, že dochované pozdně románské portály z předchozí stavby pocházejí z let 1225–1235. Začátek výstavby pozdně gotického halového kostela nesporně souvisel s tradovaným položením základního kamene v roce 1423. Pramen z roku 1461 uvádí: [...] inchoata est capella S. Georgii retro ecclesiam S. Petri. („započata je kaple sv. Jiří za kostelem sv. Petra“) První v tomto roce rozestavěnou částí byl tedy spodní kostel označovaný jako kaple sv. Jiří. Bezprostředně po dostavbě kaple pokračovala stavba kostelní lodi, jejíž klenbu dokončil zhořelecký stavitel Konrád Pflüger roku 1497. Dokumenty dokládající založení kostelní lodi a zahájení stavby klenby se nedochovaly, ale předpokládá se, že od roku 1461 se stavělo i zde, neboť z dokumentu je patrna poptávka po velké a vysoce kvalitní architektuře chóru. Od roku 1423 byla budována, popř. rozšířena kostelní loď, v roce 1430 byl jihovýchodní portál opatřen portréty sv. Petra a Pavla. Úprava jižní fasády nápadně připomíná styl Parléřovy huti. Nejpozději kolem roku 1450 vzniklo severní hrazení kostelní lodi. Výsledný pětilodní prostor představuje zvláštní výjimku, která je vysvětlitelná jen topografickou situací (kostel stojí na svahu). Z tohoto důvodu v této fázi ještě neproběhlo komplikované rozšíření chóru, nýbrž značné rozšíření kostelní lodi po stranách. Severní fasáda klenebního pole z let 1456–1463 je odvozena od jižní lodi chrámu sv. Petra v Budyšíně, její provedení je ale nesrovnatelně bohatší a rozmanitější. Výstavba chóru zřejmě začala teprve v roce 1461. Bývalo sice zvykem začínat církevní stavby na východě, ale ve Zhořelci to komplikovala zvláštní topografická situace. Nelze sice vyloučit, že zde existoval nějaký gotický předchůdce tohoto chóru, stávající chór se třemi apsidami a s komplexem sakristie byl však bez pochyby vybudován až po stavbě pětilodní kostelní haly. Při jeho výstavbě bylo východní klenební pole kostelní lodi zjevně integrováno do sakristie. Formy chóru, zejména lomených oken, z této doby po roce 1461 odpovídají formám míšeňského hradu Albrechtsburgu od Arnolda von Westfalen. Interiér kaple sv. Jiří se vyznačuje řadou inovací s nimiž je tu nápaditou klenbou vyřešen problém značného rozpětí střední lodi, která se nachází nad kaplí. Další zvláštností kaple sv. Jiří je řešení klenby v jejím jižním portálu. Poslední fází pozdně gotické výstavby kostela bylo zaklenutí pětilodní haly pod vedením mistra Kondráda Pflügera v letech 1490–1497. V roce 1495 poslala městská rada Pflügerovi na pomoc dva políry: Urbana Laubanische a Blasia Börera, kteří pod jeho vedením zahájili zaklenutí severní lodi. Datum ukončení závěrečných prací na klenbě kostelní lodi je známo z nápisu v jižním rohu západní fasády: „Urban Laubanisch und Blasius Böhrer/Polirer/neben Cunrad Pflügern/ dieser Stadt Werck-Meister/ haben Anno 1497. A. 1. 6. 0. den 14. Aug. [kamenické značky] dieses löbliche Gebäude der Kirchen SS. Petri und Pauli mit den Pfeilern und darauf stehenden Gewölben vollendet.“ Ve stylistickém ohledu připomínají jednotlivé prvky této klenby řešení použité v lipských kostelech sv. Mikuláše a sv. Tomáše. Není ovšem sporu, že Pflügerovým dílem hornolužické stavitelské umění poprvé vykročilo z poparléřovské stavební tradice. Realizace tohoto projektu pak svědčí o hospodářské síle Zhořelce.
Druhé vysvěcení míšeňským biskupem Kasparem von Schönbergem proběhlo ještě během stavby v roce 1457, tehdy bylo kostelu dáno jméno Sanctorum Petri et Pauli a oba apoštolové byli prohlášeni za jeho patrony. Součástí původního pozdně gotického vybavení bylo vedle hlavního oltáře 35 dalších menších oltářů. V roce 1525 kostel poškodil požár a musely být zřejmě provedeny obnovovací práce. Zhořelecký stavitel Wendel Roßkopf připojil k severnímu boku kostela předsíň datovanou letopočtem 1543, která se vyznačuje mísením prvků pozdní gotiky a renesance. Do městského požáru v roce 1691 pak proběhlo jen málo stavebních úprav. Teprve po kompletním zničení inventáře začala v témže roce celková obnova. Dne 7. května 1696 mohl být kostel vybavený mezitím barokním oltářem, kazatelnou, Slunečními varhanami a novými zvony znovu vysvěcen. Tehdy bylo také instalováno 38 nových oken, na něž přispěla šlechta, cechy a jednotliví měšťané. V roce 1862 začala první sbírka na stavbu dvou novogotických, zčásti betonových věží o výšce 84 m, která byla realizována v letech 1889–1891. Roku 1893 byly firmou Türcke z Žitavy obnoveny okenní vitráže. Dne 7. května 1945 byl ustupujícím wehrmachtem odstřelen blízký staroměstský most, což následkem tlakové vlny zničilo (s jednou výjimkou) všechna skleněná okna a částečně silně poškodilo kružbu a střechu. V letech 1948–1961 byly restaurovány okenní kružby a kaple sv. Jiří. Další renovace vnějšího pláště kostela probíhala v letech 1978–1981, interiér byl restaurován v letech 1981–1992, přičemž bylo cílem dosáhnout podoby jednotlivých detailů, která by odpovídala stavu kolem roku 1500. V období let 2003–2005 se konala další obnova, při níž byly věže světle omítnuty.

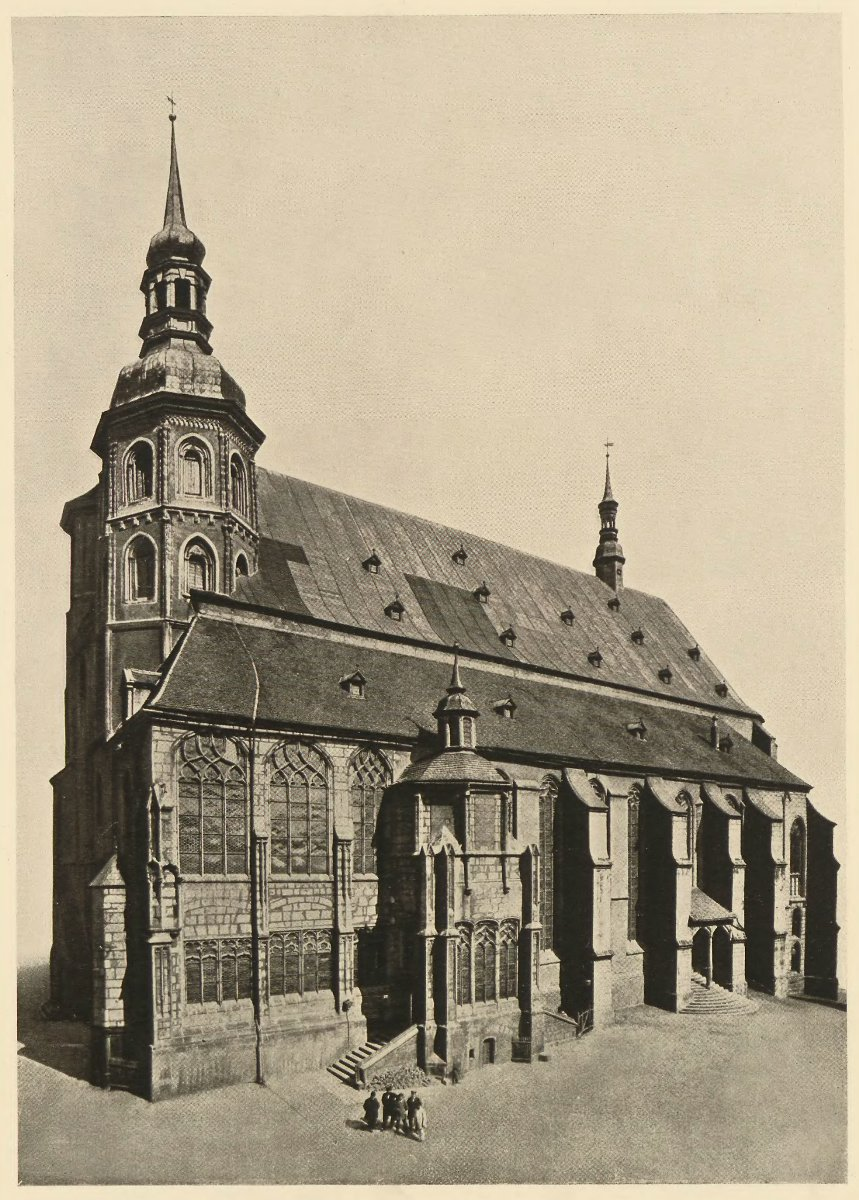
Vzhled kostela před stavbou novogotických věží
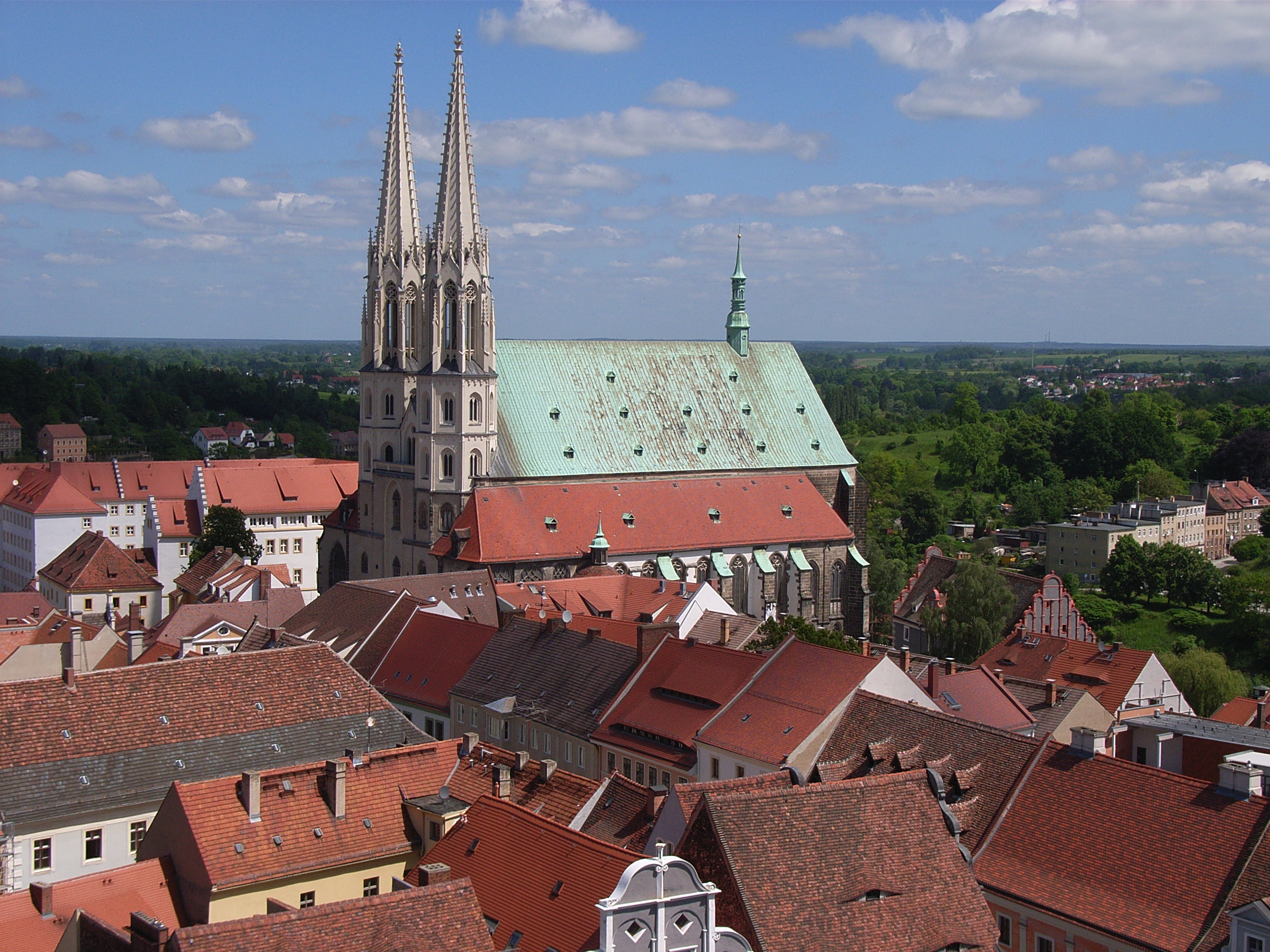
Pohled z radniční věže na kostel sv. Petra a Pavla
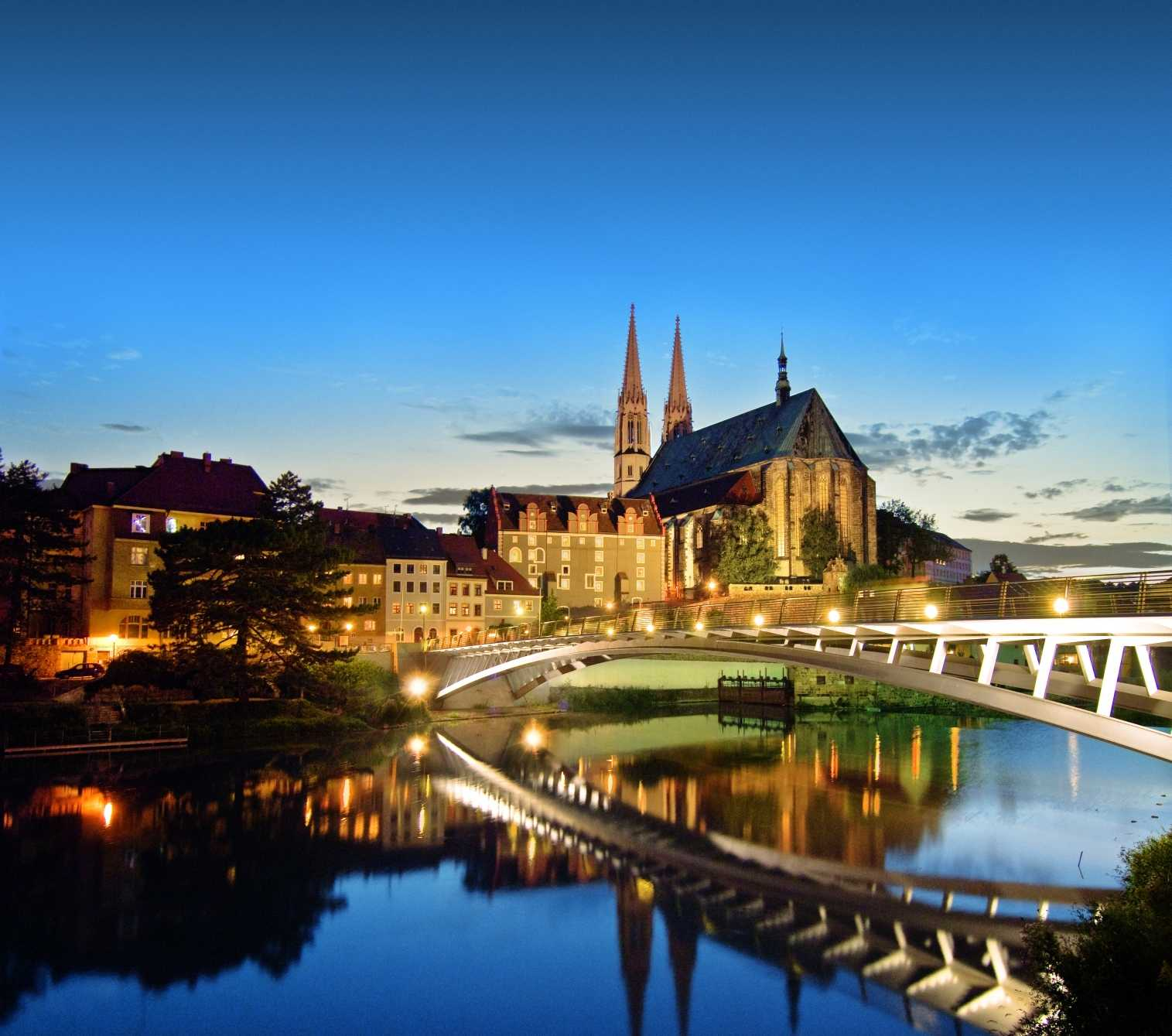
Pohled na kostel přes stroměstský most
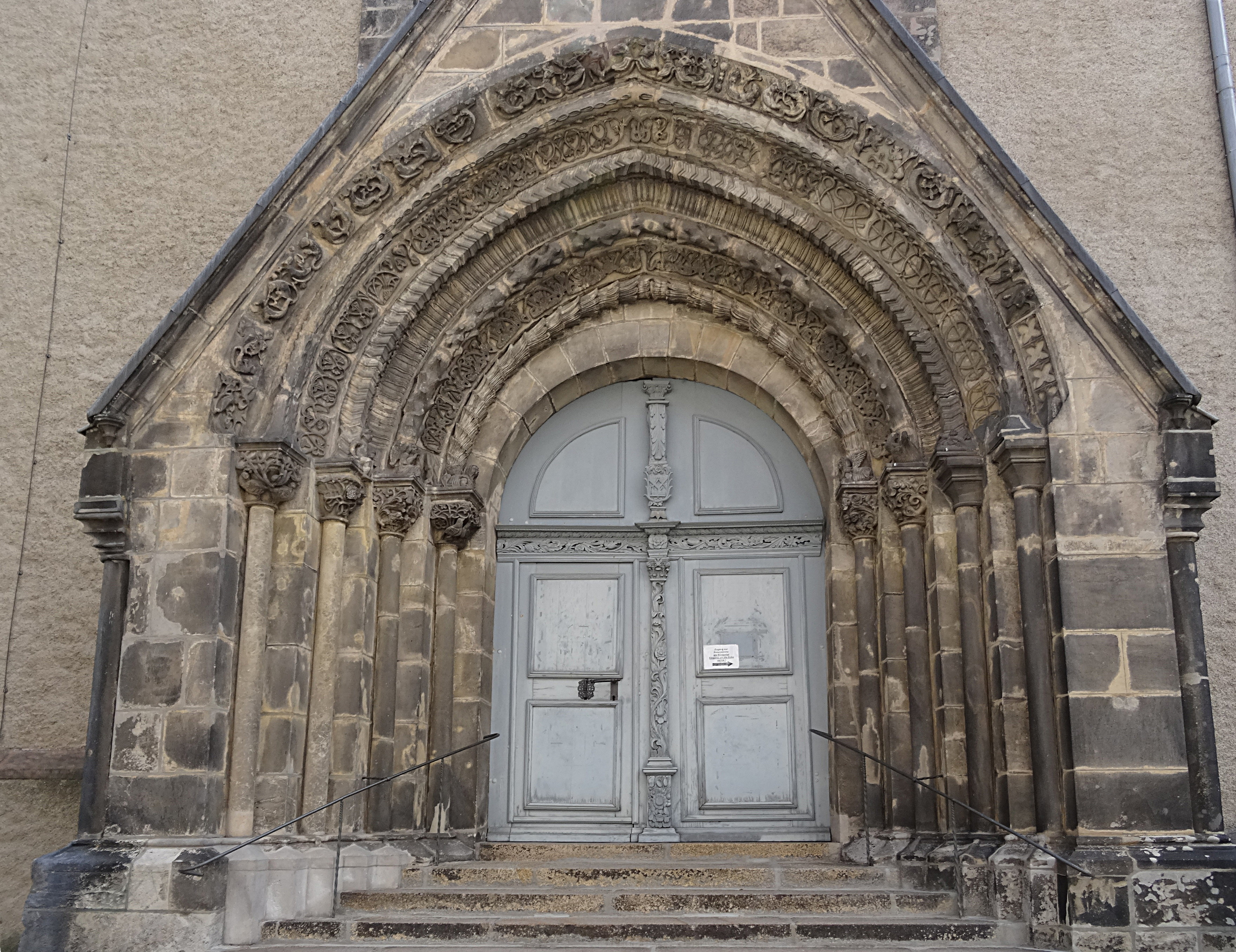
Západní portál
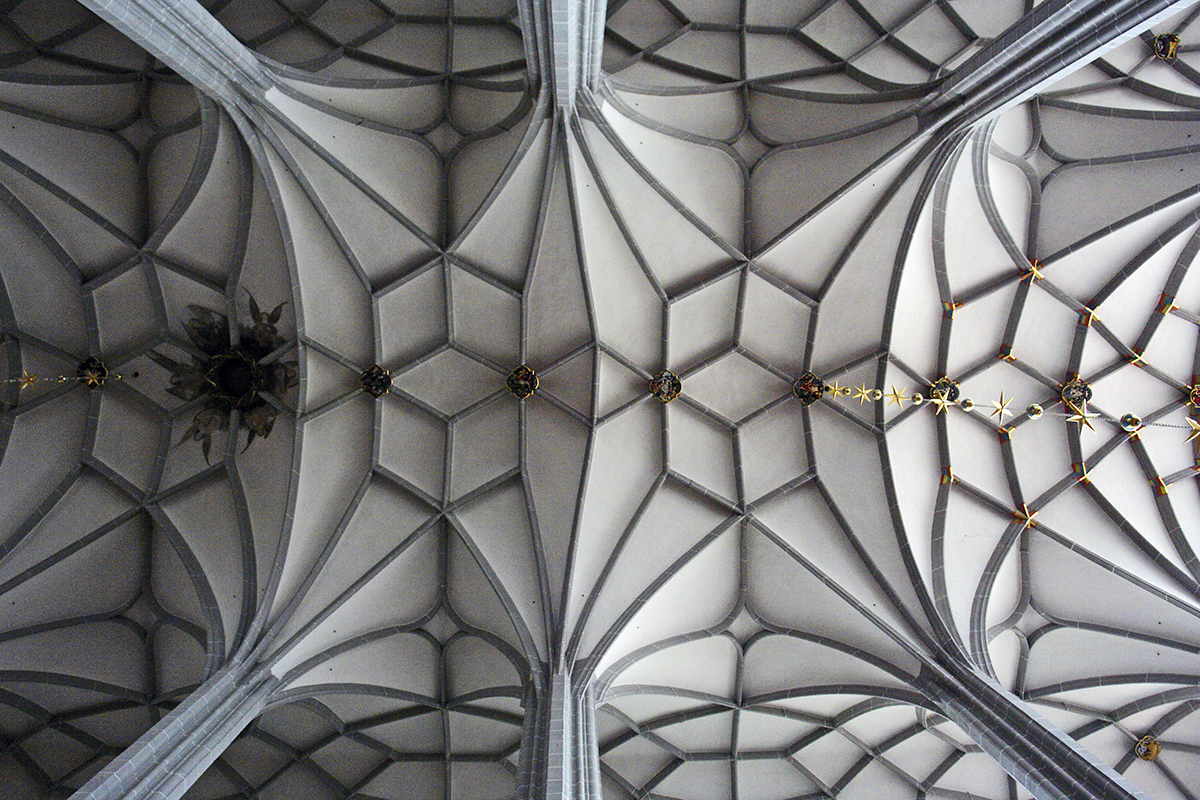
Klenba ve střední lodi
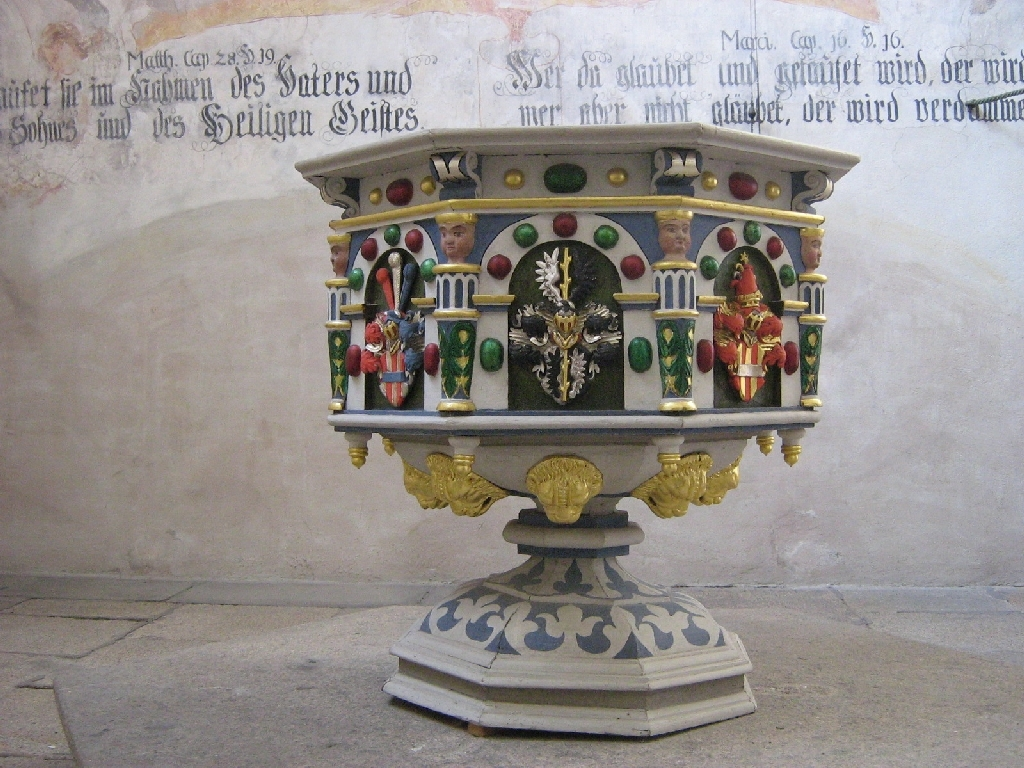
Křtitelnice

## Popis stavby

### Kostelní loď
Kostel sv. Petra a Pavla je se svou délkou 72 m, šířkou 39 m a s výškou střední lodi 24 m největším a nejvýznamnějším halovým kostelem na východě Německa. Tento pětilodní halový kostel se sedmi klenebními poli v hlavní lodi, třemi odstupňovanými apsidami a postranními loděmi různé výšky je nad svými třemi prostředními loděmi pokryt měděnou střechou, obě postranní lodi jsou potom pokryty střešními taškami. V jižní postranní lodi jsou mezi opěrnými pilíři umístěny nejrůznější kaple. Z vnějšího pohledu jsou na západě postranních lodí integrovány pozdně románské pozůstatky původní baziliky. Na západní straně je velký sochařsky zdobený portál, jehož pozdně románské formy byly v letech 1595–1596 renesančně upraveny Wendelem Roßkopfem a Melchiorem Kunzem. Uvnitř nesou štíhlé profilované pilíře bez hlavic síťovou klenbu nad postranními loděmi a klenbu s hvězdicovými formami v prostřední lodi. Severní postranní loď se zčásti vyznačuje bohatě zdobenými okny s kružbou typu „rybí měchýř“, která se podobá oknům v jižní lodi chrámu sv. Petra v Budyšíně. Zbylá užší okna jsou vybavena jednoduššími formami kružby s motivy křížového oblouku. V západní části vnějších postranních lodí jsou klenební nástavce podepřeny konzolovými hlavicemi. Jihozápadní předsíň je pozdně gotickým mistrovským dílem následovníků Petra Parléře, které se skládá z pravoúhlého prostoru propojeného s třístranným baldachýnem. Po stranách portálu jsou figurami zaplněné niky a vlys s konzolovými hlavicemi.

### Kaple svatého Jiří
Kaple svatého Jiří označovaná také jako spodní kostel nebo krypta datovaná do let 1461–1465 je trojlodní, přičemž střední loď je vloženou řadou osmibokých sloupů rozdělena na dvoulodí. V provedení této architektury se objevuje řada hříček a neobvyklých motivů. Několikanásobně projmuté náběhy klenebních žeber jsou natolik neobvyklé, že mají téměř charakter signatury. Od roku 1525 byla kaple nevyužívaná, během rekonstrukce roku 1734 byla opatřena kazatelnou a oltářem. Po té se prosadil zvyk sloužit zde každoroční bohoslužbu na den svatého Jiří. V roce 2018 se zde konaly evangelické bohoslužby v polském jazyce a setkání ekumenického společenství Taizé.

## Interiér

### Hlavní oltář

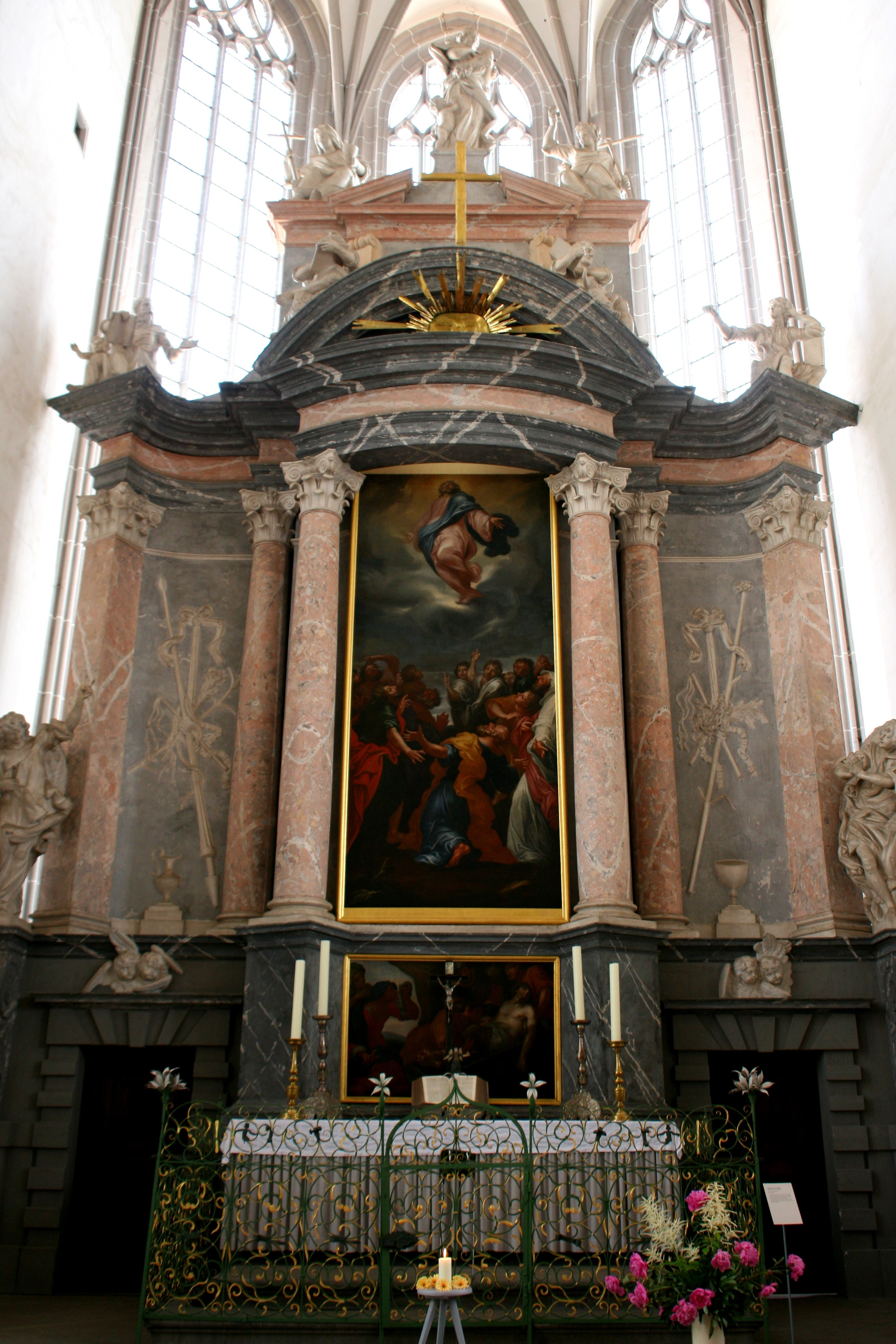
Hlavní oltář

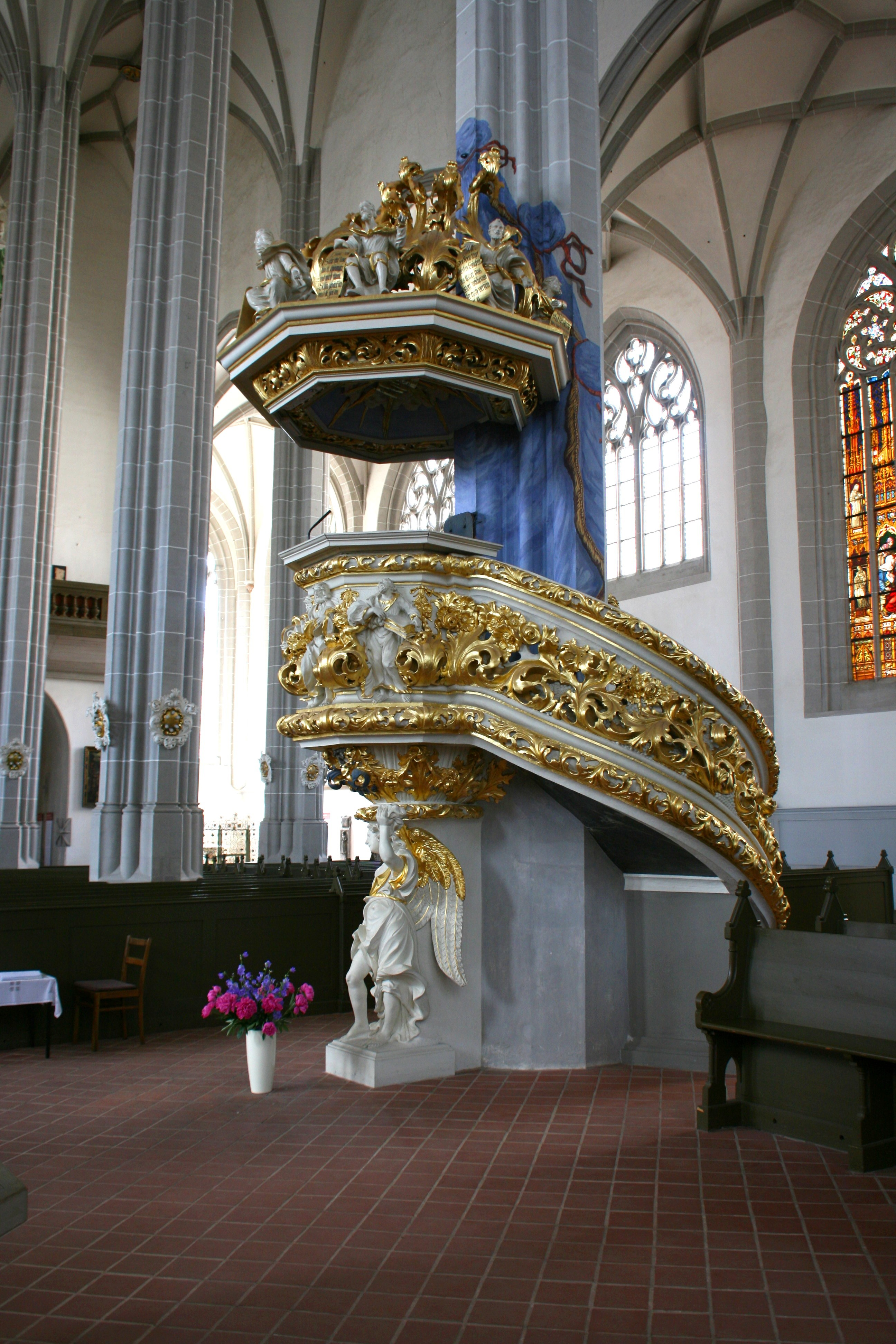
Kazatelna

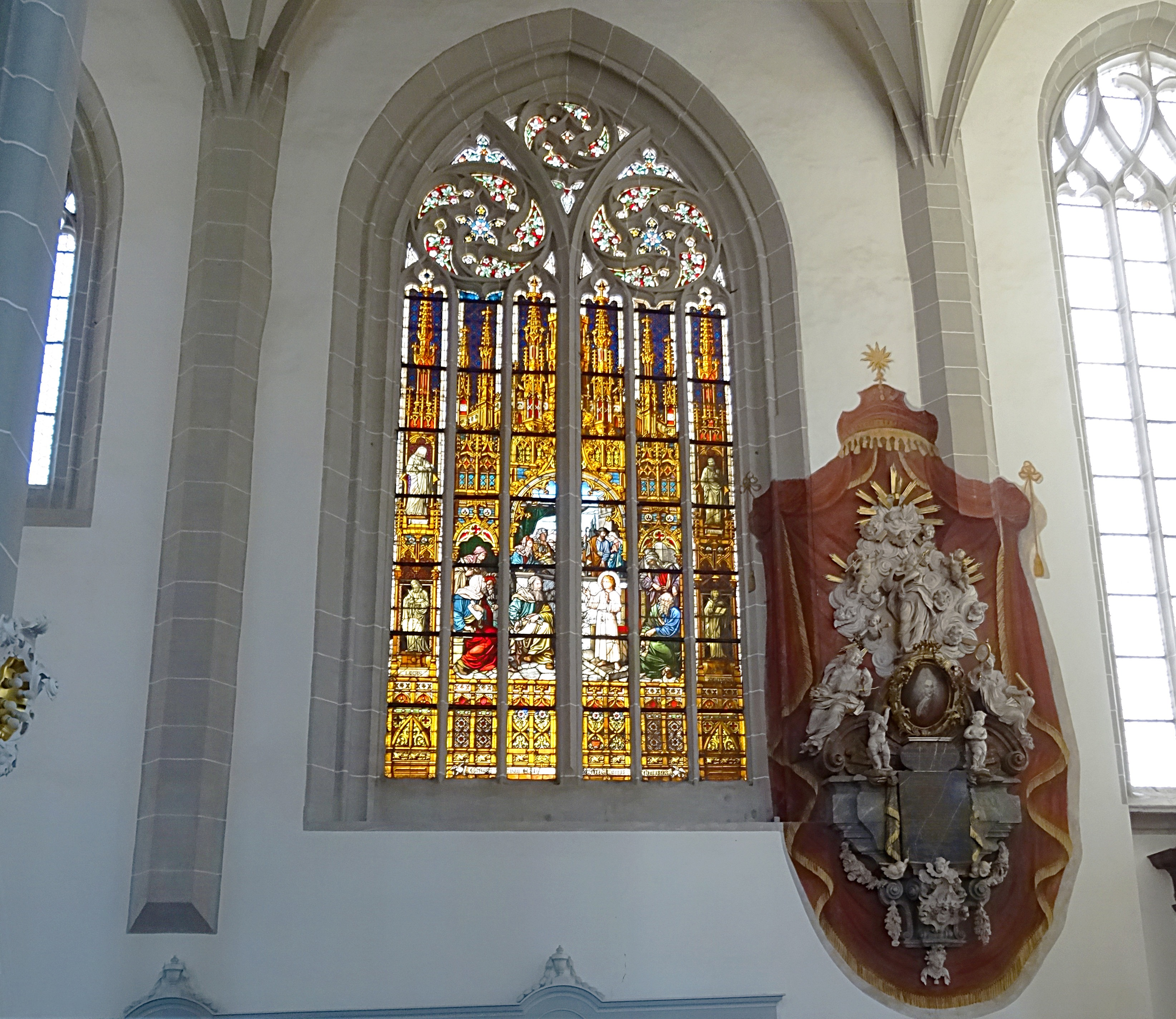
Zachované okno s malbou Dvanáctiletý Ježíš v chrámu

Hlavní oltář byl vystavěn v roce 1695 z pískovce a leštěného štukového mramoru. Jeho autorem je drážďanský dvorní sochař, řezbář a architekt George Heermann (1640–1700). Architektonická sestava se skládá z podstavce s postranními průchody, zakřiveného trojdílného hlavního patra se sloupy, pilíři a štítem a konečně z vysokého nástavce s trojúhelníkovým štítem s předsazenou střední částí, který je bohatě figurativně ozdoben. V hlavním patře oltáře jsou znázorněny nástroje Kristova utrpení, v postranních volutách podstavce jsou figury andělů; nad hlavní římsou jsou evangelisté, závěr nástavce pak tvoří zobrazení křesťanských ctností. Oltářní obraz ukazuje Nanebevstoupení Páně, jehož transfigurace se opírá o Raffaela, na predelle je znázorněno ukládání Krista do hrobu. Železná mříž pochází z roku 1698.

### Kazatelna a lavice
Kazatelna je datována do roku 1693. Je z pískovce s bohatou vegetativní ornamentikou v bílé a zlaté barvě. Konstrukce je podpírána figurou anděla, na korpusu kazatelny jsou znázorněni evangelisté. Na dřevěném poklopu jsou apoštolové a proroci.
Radní lavice pod emporou z roku 1695 je zdobena alegorickými figurami hojnosti a spravedlnosti a radními erby. Ve východním závěru postranní lodi stojí tři honosné dřevěné zpovědnice. Zpovědnice ve vnější severní postranní lodi vytvořil v roce 1717 hornolužický řezbář a kameník Caspar Gottlob von Rodewitz (1679–1721). Obě zpovědnice v severních a jižních apsidách pocházejí z doby kolem roku 1694.

### Epitafy a další vybavení
Součástí vnitřního vybavení kostela je řada epitafů. Nejvelkolepější epitaf se nachází v severní lodi. Pro městského písaře Christiana Mollera von Mollerstein († 1714) byl pravděpodobně proveden podle návrhu Caspara Gottloba von Rodewitz z alabastru, mramoru a pískovce saským sochařem Johannem Matthäusem Oberschallem (1688–1755). Další epitafy pro městského písaře Gottfrieda Gerlacha († 1737) z roku 1741 a pro Svobodného pána Rudolpha Ferdinanda Silwera von Silwerstein s velmi bohatým rámováním lze nalézt rovněž v severní lodi.
U oltářních pilířů je pomník pro duchovního Christopha Seiferta († 1702), jenž byl hlavním farářem v době obnovy po požáru roku 1691, s anděly a listovím. Tamtéž je i pomník pro Christiane Luisu von Gersdorf († 1779) z roku 1783. Na stěnách sakristie jsou portréty zdejších pastorů z 16. až 19. století.
Křestní kaple pod západním klenebním polem vnější postranní lodi je ohraničena bohatě zdobenou kovanou mříží od Hanse Mantlera z roku 1617. Jedinou okenní vitráží z roku 1893, kterou nezničil odstřel staroměstského mostu na konci druhé světové války, zobrazuje dvanáctiletého Ježíše v chrámu.

### Sluneční varhany

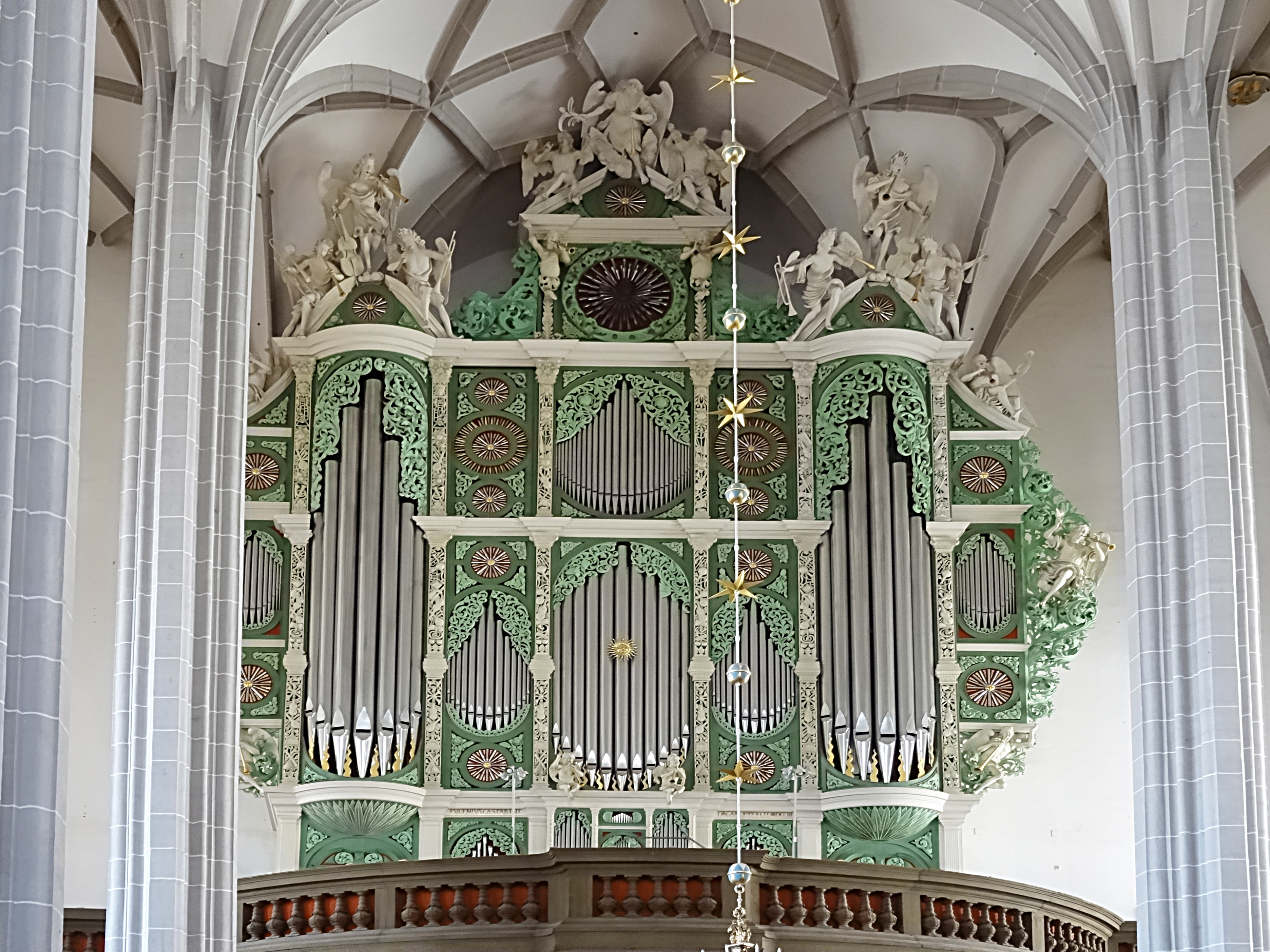
Sluneční varhany

Takzvané „Sluneční varhany“ vznikly v souvislosti s obnovou kostela po velkém požáru v roce 1691, který zničil veškerý pozdně gotický inventář včetně původních varhan. Pozoruhodný je zvláště jejich prospekt, který v letech 1697–1703 ozdobil sochař a architekt Johann Conrad Buchau (1682–1703) plastickými reliéfy 16 sluncí, pročež je tento nástroj označován jako „Sluneční varhany“. Jedná se při tom o obličeje stylizovaných sluncí, z nichž kolem dokola vycházejí malé píšťaly na způsob „slunečních paprsků“. Čtyři z těchto sluncí jsou němá, dvanáct z nich při hraní zní. Jsou totiž součástí tzv. sluneční mixtury jednoho z rejstříků varhan, kde tvoří 12dílnou pedálovou mixturu. Stavitelem původních varhan dokončených v roce 1703 byl Eugenio Casparini (původně Johann Eugen Caspar; 1623–1706), jenž se v tomto oboru vyučil v Itálii. Historické Caspariniho varhany se však nedochovaly, již v letech 1827–1828 byly přestavěny Josephem Schinkem a Carlem Ferdinandem Buckowem, ještě jednou potom v letech 1845–1928 Friedrichem Nikolausem Jahnem. V roce 1894 postavila varhanářská firma Schlag & Söhne ve starém Caspariniho prospektu nové varhany. Ty ovšem byly v letech 1926–1928 nahrazeny novým nástrojem firmy W. Sauer Orgelbau Frankfurt. Od roku 1997 je zde nový nástroj švýcarské firmy Mathis Orgelbau AG. Má 88 zvukových rejstříků (6219 píšťal) na čtyřech manuálech a jednom pedálu.
| I Hlavní manuál C–a3      |      |
| Principal                 | 16′  |
| Velká oktáva              | 8′   |
| Viola di gamba            | 8′   |
| Flétna dutá               | 8′   |
| Flétna trubicová          | 8′   |
| Fiffaro                   | 8′   |
| Kvinta trubicová flétnová | 6′   |
| Oktáva                    | 4′   |
| Flétna špičatá            | 4′   |
| Salicet                   | 4′   |
| Kvinta                    | 3′   |
| Superoktáva               | 2′   |
| Mixtura IV                | 2′   |
| Cimbál III                | 1⁄3′ |
| Kornet V                  |      |
| Bombart                   | 16′  |
| Trompeta                  | 8′   |
| Klarina                   | 4′   |

| II Horní manuál C–a3 |      |
| Kvintadena           | 16′  |
| Principal            | 8′   |
| Kryt hrubý           | 8′   |
| Kvintadena           | 8′   |
| Onda maris           | 8′   |
| Oktáva               | 4′   |
| Flétna trubicová     | 4′   |
| Zink II              | 2⁄3′ |
| Sedecima             | 2′   |
| Zvonek               | 2′   |
| Vigesima nona        | 1⁄3′ |
| Cimbál ostrý III     | 1′   |
| Cornetti III         |      |
| Trompeta             | 8′   |
| Krumb-Horn           | 8′   |
| Šalmaj               | 4′   |
| Tremulant            |      |

| III Prahový manuál C–a3 |      |
| Bordun                  | 16′  |
| Viola pomposa           | 16′  |
| Diapason                | 8′   |
| Flétna dvojitá          | 8′   |
| Bordun                  | 8′   |
| Salicional              | 8′   |
| Gamba                   | 8′   |
| Vox coelestis (ab c0)   | 8′   |
| Principal               | 4′   |
| Flétna traversa         | 4′   |
| Viola d’amore           | 4′   |
| Flétna špičatá          | 3′   |
| Píšťala švýcarská       | 2′   |
| Violon                  | 2′   |
| Piccolo                 | 1′   |
| Mixtura V               | 2′   |
| Harmonia aeth. III      | 2⁄3′ |
| Bombard                 | 16′  |
| Trompeta harm.          | 8′   |
| Hautbois                | 8′   |
| Voix humaine            | 8′   |
| Clarinett               | 8′   |
| Clairon                 | 4′   |
| Tremulant               |      |

| IV Prsní manuál C–a3 |      |
| Kryt                 | 8′   |
| Praestant            | 4′   |
| Flétna krytá doux    | 4′   |
| Nasat                | 3′   |
| Oktáva               | 2′   |
| Roh kamzičí          | 2′   |
| Kvinta Nasat         | 1⁄2′ |
| Tercie               | 1⁄2′ |
| Super-Sedecima       | 1′   |
| Ostrá Mixtura III    | 1⁄3′ |
| Hobois               | 8′   |
| Tremulant            |      |

| Pedál C–f1          |      |
| Velký Principal bas | 32′  |
| Principal bas       | 16′  |
| Contrabas           | 16′  |
| Subbas              | 16′  |
| Velký kvintový bas  | 12′  |
| Oktávový bas        | 8′   |
| Roh kamzičí-bas     | 8′   |
| Flétna jubal        | 8′   |
| Superoktávový bas   | 4′   |
| Flétna jubal        | 4′   |
| Flétna selská       | 2′   |
| Mixtura VI          | 2⁄3′ |
| Kontrapozouny       | 32′  |
| Pozouny             | 16′  |
| Fagotti             | 16′  |
| Trompetový bas      | 8′   |
| Tromba              | 8′   |
| Klarinový bas       | 4′   |
| Vox angelica        | 2′   |

- Spojky:
  - Normální spojky: II/I, III/I, IV/I, IV/II, IV/III, III/II, I-P, II-P, III-P, IV-P.
  - Superoktávové spojky: III/P
  - Suboktávové spojky: III/I, III/III
- Vedlejší rejstřík: cymbelstern, slavík, ptačí zpěv, tamburo 16′, kuckuck, sluneční mixtura (12dílná pedálová mixtura s trombou 8′)
- Hrací pomůcky: tutti, vypínač, spojky, standardní tlačítko Setzer s 1000 kombinacemi, crescendový válec se čtyřmi kombinacemi.

### Zvony

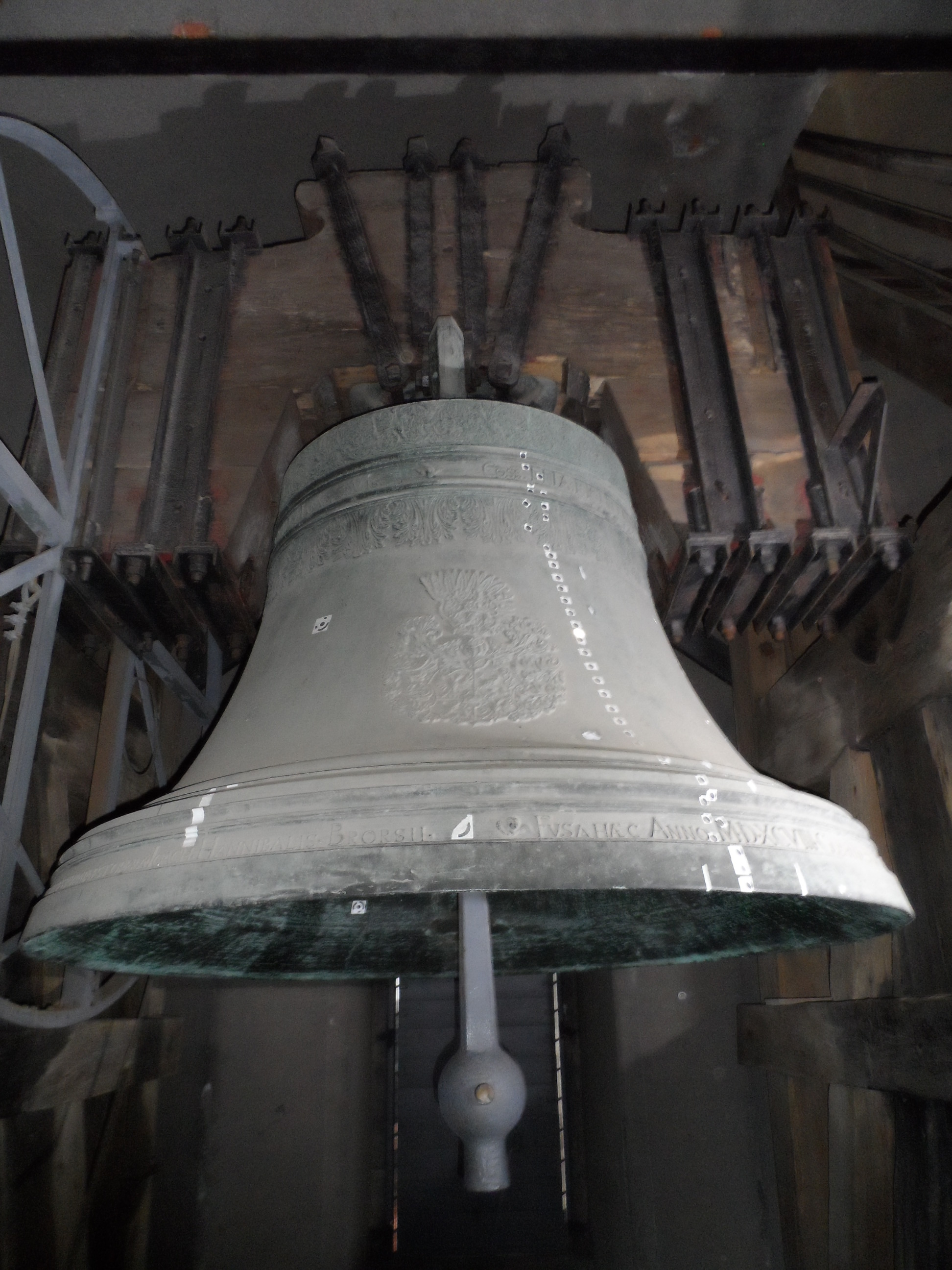
Zvon Schlesierglocke v severní věži

Kostel sv. Petra a Pavla má čtyři zvony, z nichž dva historické zvony jsou pozůstatkem původního vybavení zvonice. Ze současných zvonů se 2–4 nachází v části stavby mezi oběma věžemi. Velký zvon je ve stejné úrovni na severní věži. Zvonice v jižní věži je prázdná. Menší zvony visí na ocelové konstrukci, zvon 1 na konstrukci dřevěné. Někdejší velký zvon „Marie“ byl v roce 1696 odlit zvonařem Hannibalem Brorsem a do roku 1917 patřil k největším historickým zvonům v Německu. Se svým tónem d° byl ve své době rovněž nejhlouběji znějícím německým zvonem. Teprve s odlitím Císařského zvonu (Kaiserglocke) v Kolíně nad Rýnem byl tón „Marie“ o půltón překonán. S váhou asi 11800 kg a průměrem 246 cm byla jeho hmotnost, ne však tón předstihnut erfurtským zvonem „Gloriosa“. Tento cenný zvon byl roku 1917 z věže sňat a roztaven pro válečné účely. V kostele je k vidění sádrový model 1:1, který zprostředkovává alespoň optickou představu o rozměrech legendární „Marie“. Ze zvonařské dílny Hannibala Brorse se zachoval další velký zvon s tónem fis°, který je však prasklý.
| č. | Jméno                                      | Průměr   | Hmotnost | Tón  | Materiál           | Kovolitec              | Rok odlití |
| -- | ------------------------------------------ | -------- | -------- | ---- | ------------------ | ---------------------- | ---------- |
| 1  | Schlesierglocke (v současné době nezvoní)  | 218,0 cm | 7100 kg  | fis0 | bronz              | Hannibal Brors         | 1696       |
| 2  | Totenglocke (v současné době nezvoní)      | 184,5 cm | 2500 kg  | cis´ | ocel se 4 % uhlíku | Schilling & Lattermann | 1956       |
| 3  | Vaterunserglocke (v současné době nezvoní) | 152,5 cm | 1600 kg  | e´   | ocel se 4 % uhlíku | Schilling & Lattermann | 1956       |
| 4  | Taufglocke                                 | 107,0 cm | 790 kg   | g´   | bronz              | Michael Weinhold       | 1716       |

## Zajímavosti
Místo faráře v kostele sv. Petra a Pavla patřilo k prestižním i lukrativním a zastávaly ho nejednou významné osoby, např. v roce 1357 notář Karla IV. Mikuláš z Kremže či Jan z Kyttlitz, potomní biskup v Lebus a Míšni.
V roce 1702 vstoupil do služeb kostela hudební skladatel a hudebník Christian Ludwig Boxberg (1670–1729) jako zdejší varhaník. Boxberg byl známý především svými kantátami a operou Sardanapalus (1698). Roku 1704 publikoval svůj popis Slunečních varhan, které postavil Eugenio Casparini.
V říjnu roku 1989 byl kostel sv. Petra a Pavla jako první v Görlitz otevřen pro tzv. mírové modlitby, které zde předznamenaly konec politického systému NDR.